# Епархия Нинъюаня
Епархия Нинъюаня (лат. Dioecesis Nimiuenensis; кит. трад. 甯遠教區) — епархия Римско-Католической Церкви, расположенная в уезде Нинъюань, городской округ Юнчжоу, провинция Хунань, Китай. Епархия Нинъюань входит в архиепархию Чунцина.

## История
12 августа 1910 года Святым Престолом был образован Апостольский викариат Цзяньчана, отделившийся от Апостольского викариата Южной Сычуани. 3 декабря 1924 года Апостольский викариат Цзяньчана был переименован в Апостольский викариат Нинъюаня, который 11 апреля 1946 года был преобразован в епархию Нинъюани.

## Ординарии

### Ординарии Апостольского викариата Цзяньчана
- епископ Jean-Baptiste-Marie Budes de Guébriant (12.08.1910 — 28.04.1916)

### Ординарии Апостольского викариата Нинъюаня
- епископ Joseph-Fructueux Bourgain (31.03.1918 — 30.09.1925)
- епископ Stanislas-Gabriel-Henri Baudry (18.03.1927 — 11.04.1946)

### Ординарии епархии Нинъюаня
- епископ Stanislas-Gabriel-Henri Baudry (11.04.1946 — 6.08.1954)
- с 6.08.1954 года кафедра вакантна

## Источник
- Annuario Pontificio, Libreria Editrice Vaticana, Città del Vaticano, 2003, ISBN 88-209-7422-3